# Madame Edwarda
Madame Edwarda è un romanzo breve di Georges Bataille pubblicato per la prima volta sotto lo pseudonimo di Pierre Angélique nel 1937 dalle Éditions du Solitaire. Il manoscritto originale è stato dedicato a Paul Éluard. Successivamente il libro viene pubblicato ancora pseudonimo ma con prefazione a firma dell'autore presso Éditions Pauvert nel 1956 e nelle Œuvres complètes postume da Gallimard nel 1974.
Per Bataille l'erotismo è inseparabile dal sacrilegio, come ben spiega in La letteratura e il male attraverso le opere di Charles Baudelaire, Franz Kafka e Jean Genet.
Per la protagonista l'estasi mistica viene vissuta in quello che solitamente è considerato basso e vergognoso, diabolico e sporco dalla religione: vale a dire in tutto ciò che è giudicato come oscenità. Madame Edwarda è una prostituta che lavora alacremente e felicemente all'interno di un bordello, affermando che solamente lì esiste Dio il quale non s'incarna affatto in Cristo, ma bensì in "una puttana". Pertanto più Edwarda si farà oscena e più diventerà divina.
Bataille inoltre dà una rappresentazione della morte divinizzata che può essere ritrovata pari pari anche in Leopold von Sacher-Masoch, idea espressa soprattutto nell'opera Le anime pescatrici del 1866: nella commistione di sesso e morte s'irradia l'estasi.

## Edizioni italiane
- trad. Dario Bellezza, L'airone, Roma 1972
- trad. Eugenio Ragni, Gremese, Roma 1981
- trad. Francesco Saba Sardi, Sonzogno, Milano 1986
- trad. Daniella Selvatico Estense, in Tutti i romanzi, a cura di Guido Neri, Bollati Boringhieri, Torino 1992
- trad. Luca Tognoli, con uno scritto di Maurice Blanchot, ES, Milano 2004 ISBN 978-88-6723-024-2